# Hannah Ahlheim
Hannah Ahlheim (* 1978 in Frankfurt am Main) ist eine deutsche Historikerin und Hochschullehrerin.

## Leben
Nach dem Abitur 1997 am Gymnasium Philippinum (Marburg) studierte sie von 1997 bis 2002 neuere / neueste Geschichte, alte Geschichte und Theaterwissenschaften, kulturelle Kommunikation an der Humboldt-Universität zu Berlin (Magistra Artium 2002 in Berlin). Von 2003 bis 2009 war sie wissenschaftliche Mitarbeiterin, Institut für Geschichtswissenschaften, Humboldt-Universität zu Berlin (Bereich Zeitgeschichte, Ludolf Herbst). Nach dem Abschluss 2008 des Promotionsverfahrens an der Ruhr-Universität Bochum (Constantin Goschler) war sie von 2009 bis 2016 wissenschaftliche Mitarbeiterin am Seminar für Mittlere und Neuere Geschichte an der Georg-August-Universität Göttingen (Bereich Neuere / Neueste Geschichte, Dirk Schumann). Nach dem Abschluss des Habilitationsverfahrens 2016 in Göttingen vertrat sie im Wintersemester 2016/2017 die Professur Europäische Geschichte des 20. Jahrhunderts an der Universität Potsdam und war anschließend wissenschaftliche Mitarbeiterin am Zentrum für Zeithistorische Forschung Potsdam sowie von 2017 bis 2018 Fellow des Instituts für die Geschichte und Zukunft der Arbeit am Internationalen Geisteswissenschaftlichen Kolleg Arbeit und Lebenslauf in globalgeschichtlicher Perspektive der Humboldt-Universität. Seit 2018 lehrt sie als Professorin für Zeitgeschichte am Historischen Institut der JLU Gießen.

## Schriften (Auswahl)
- „Gesell Dich einem Bessern zu...“. Die Weinbergschule im Wandel der politischen Systeme. Kleinmachnow 2006, ISBN 3-00-018544-5.
- „Deutsche, kauft nicht bei Juden!“ Antisemitismus und politischer Boykott in Deutschland 1924 bis 1935. Göttingen 2011, ISBN 978-3-8353-0883-1.
- als Herausgeberin: Gewalt, Zurichtung, Befreiung? Individuelle „Ausnahmezustände“ im 20. Jahrhundert. Göttingen 2017, ISBN 978-3-8353-1957-8.
- Der Traum vom Schlaf im 20. Jahrhundert. Wissen, Optimierungsphantasien und Widerständigkeit. Göttingen 2018, ISBN 3-8353-3247-3.
- Ex Machina. Die Gestaltung der Utopie in der Arbeitswelt des britischen Frühsozialisten Robert Owen. In: Historische Zeitschrift, Bd. 311 (2020), 1, S. 37–69.